# Gare de Saint-Roch (Somme)
Gare de Saint-Roch vasútállomás Franciaországban, Amiens településen.

## Vasútvonalak
Az állomást az alábbi vasútvonalak érintik:
- Longueau–Boulogne-vasútvonal

## Kapcsolódó állomások
A vasútállomáshoz az alábbi állomások vannak a legközelebb:
- Gare de Dreuil-lès-Amiens
- Gare de Namps - Quevauvillers
- Gare d’Amiens
- Gare d’Abbeville
- Gare de Poix-de-Picardie